# Коронавірусна хвороба 2019 на Кокосових островах
Епідемія коронавірусної хвороби 2019 на Кокосових островах — це поширення пандемії коронавірусної хвороби 2019 на територію Кокосових островів. Перший випадок хвороби на цій зовнішній території Австралії зареєстровано 19 березня 2022 року.

## Передумови
Кокосові острови разом з островом Різдва складають австралійські території в Індійському океані. Кокосові острови раніше входили до складу Стрейтс-Сетлментс, аж поки його не передали Австралії в 1950-х роках. Як австралійська залежна територія, острови не є самоврядною територією, але мають власне місцеве самоврядування.

## Хронологія
19 березня 2022 року на островах підтверджено перший випадок COVID-19.
21 березня на Кокосових островах виявлено один новий випадок хвороби, внаслідок чого загальна кількість випадків зросла до 2.
26 березня один із двох хворих одужав.
29 березня другий з хворих одужав від COVID-19.
1 квітня на островах зареєстровано один новий випадок хвороби, внаслідок чого загальна кількість випадків зросла до 3.
3 квітня адміністратор островів Наташа Гріггс повідомила, що Пондок-Інда і Хоум-Айленд-Хауз є місцями найбільш імовірного інфікування коронавірусом на островах. Того ж дня вона повідомила, що урядовий будинок на Кокосових островах є ще одним місцем найбільш імовірного інфікування коронавірусом.